# Sclerothamnopsis schulzei
Sclerothamnopsis schulzei är en svampdjursart som beskrevs av Isao Ijima 1927. Sclerothamnopsis schulzei ingår i släktet Sclerothamnopsis och familjen Tretodictyidae.
Artens utbredningsområde är havet kring Indonesien. Inga underarter finns listade i Catalogue of Life.